# AGM-154 JSOW
AGM-154 JSOW (ang. Joint Standoff Weapon) – zaliczana do broni precyzyjnego rażenia bomba szybująca zdolna do precyzyjnego atakowania celów naziemnych. Symbol AGM od ang. Air-to-Ground Missile oznaczający pocisk rakietowy, został nadany ze względu na planowane dodanie do bomby systemu napędowego, który ma znacznie wydłużyć jej zasięg.

## Historia
W 1986 US Navy rozpoczęła pogram AIWS (ang. Advanced Interdiction Weapon System), którego celem było opracowanie nowej precyzyjnie naprowadzanej broni krótkiego zasięgu zdolnej do rażenia celów z odległości większej niż zasięg obrony powietrznej przeciwnika i mającej zastąpić dotychczas używane naprowadzane laserowo bomby systemu Paveway, oraz AGM-123 Skipper II i AGM-65E Maverick. Warunkiem przyjęcia nowego uzbrojenia do służby było zaimplementowanie w niej zdolności wystrzel i zapomnij, która nie potrzebuje żadnego innego naprowadzania broni po jej wystrzeleniu, takiego jak podświetlenie promieniem lasera czy sterowania radiowego. Rozwiązaniem, które spełniło wszystkie te wymagania, okazał się projekt firmy Texas Instruments (obecnie Raytheon) i już w czerwcu 1992 rozpoczęto produkcję pierwszej wersji bomby oznaczonej jako AGM-154A. W tym samym roku USAF, które prowadziły własny program budowy podobnej broni, postanowiły połączyć siły z US Navy, czego efektem stał się wspólny program JSOW.
Broń JSOW miała być tania, lekka i posiadać minimalny zasięg działania około 9 km przy zrzucie z niskiego pułapu. Zaimplementowano również możliwość namierzenia celu już po zrzuceniu, dzięki czemu samolot-nosiciel nie musiał narażać się na ujawnienie podczas ataku. Wymagano również opcji cichego startu, co oznaczało, że system napędowy broni, jeśli taki zostanie kiedykolwiek dołączony, miał być uruchamiany z opóźnieniem. Przeznaczeniem nowej broni miało być niszczenie różnych celów, dlatego konieczne stało się wyposażenie bomby w odpowiednie głowice bojowe od kasetowych do zwalczania celów na dużych obszarach, po kumulacyjne do niszczenia pojedynczych, umocnionych obiektów. Opracowana przez Texas Instruments dla spełnienia wszystkich tych żądań broń była bombą szybującą bez własnego napędu z głowicą naprowadzającą wyposażoną w dwa systemy nawigacyjne: bezwładnościowy INS i satelitarny GPS.
Pierwszego zrzutu bomby AGM-154A dokonano w grudniu 1994, a wprowadzenie do służby w US Navy nastąpiło w lutym 1997. Produkcję masową AGM-154 rozpoczęto w 1999 roku.

### AGM-154A
Pierwsza wersja bomby JSOW wyposażona w rozkładane skrzydła i ogonowe powierzchnie sterowe w postaci krzyża, oraz dwa dodatkowe małe stery poziome. Zasięg szybowania bomby to 28 kilometrów przy zrzucie z niskiego i 74 kilometry z wysokiego pułapu, a dokładność trafienia to maksymalnie 3 metry od celu. W kadłubie bomby znajduje się 145 bombek BLU-97/B CEM o masie 1,54 kg każda, o głowicach kumulacyjno-zapalających do niszczenia różnych celów włącznie ze słabo opancerzonymi. Wersja ćwiczebna tej wersji bomby nosi oznaczenie DATM-154A.

### AGM-154B
Bomba w tej wersji zawierała 6 wyrzutników BLU-108/B z czterema naprowadzanymi termicznie bombkami przeciwpancernymi. Każda bombka ma postać walca, który szybuje w powietrzu przeszukując przy pomocy sensora podczerwieni powierzchnię ziemi. W momencie namierzenia celu ładunek kumulacyjny eksploduje wystrzeliwując pocisk w kierunku górnej części celu zazwyczaj najsłabiej opancerzonej. Ta wersja bomby została opracowana na potrzeby USAF, ale po zrezygnowaniu Sił Powietrznych z udziału w projekcie US Navy nie zdecydowała się na wprowadzenie AGM-154B i ostatecznie ta odmiana nie jest produkowana. USAF wycofały się z projektu AGM-154B po przyjęciu w zamian CBU-115/B, która zawiera 10, a nie 6 wyrzutników BLU-108/B jak JSOW.

### AGM-154C
Bomba AGM-154C została dodatkowo wyposażona w głowice naprowadzającą na podczerwień oraz dwustopniową głowicę bojową BROACH przeznaczoną do niszczenia silnie opancerzonych celów.
Produkcja masowa tej broni rozpoczęła się 29 grudnia 1999, a w czerwcu 2000 producent AGM-154C dostał zlecenie na opracowanie ulepszonego systemu nawigacyjnego niewrażliwego na zakłócenia sygnałów systemu GPS, oraz obniżenie kosztów jednostkowych broni. Bomba ta oznaczona jako JSOW Block II zostanie wprowadzona do produkcji prawdopodobnie w marcu 2007.
AGM-154 JSOW jest wykorzystywana jako uniwersalny nośnik różnego rodzaju głowic, a jej systemy elektroniczne są zbudowane w postaci modułów łatwych do ewentualnej modernizacji i przystosowania do pełnienia różnych zadań. Dodatkowo opracowano wariant JSOW wyposażony w bombę burzącą BLU-111/B o masie 225 kg przeznaczoną na eksport. Czasami wersję tę oznacza się jako AGM-154A-1.
Kolejna wersja bomby oznaczona jako JSOW Block III jest jeszcze w fazie projektów, ale wiadomo, że będzie posiadać zdolność atakowania celów ruchomych, oraz korygowania lotu przez łącze radiowe.

### AGM-154D/E
W 1995 przeprowadzono testy z bombami JSOW napędzanymi silnikiem turboodrzutowym Williams WJ24-8 w ramach konkursu na broń dla brytyjskich sił zbrojnych, który ostatecznie wygrała inna konstrukcja. Zasięg bomby z napędem wynosił około 220 km, ale ze względu na brak zapotrzebowania ze strony amerykańskich sił zbrojnych na wersję z napędem produkcja seryjna nie została rozpoczęta. Oznaczenia AGM-154D i AGM-154E zostały w 2000 roku zarezerwowane dla napędzanych wersji bomb odpowiednio AGM-154A i AGM-154C.

## Użytkownicy
W chwili obecnej bomby JSOW wykorzystywane są tylko przez amerykańskie siły zbrojne, ale podpisano już kontrakty na dostawę tego uzbrojenia dla Turcji i Grecji jako wyposażenie posiadanych przez te kraje wielozadaniowych myśliwców F-16 Fighting Falcon, a Singapur zamówił bomby JSOW dla swoich F-15E Strike Eagle.
Siły zbrojne Stanów Zjednoczonych używają do przenoszenia bomb JSOW samolotów: F-15E Strike Eagle, F-16 Fighting Falcon, F/A-18A/B Hornet, F/A-18E/F Super Hornet, F-35 Lightning II, B-1 Lancer, B-2 Spirit i B-52 Stratofortress.